# História do vinho

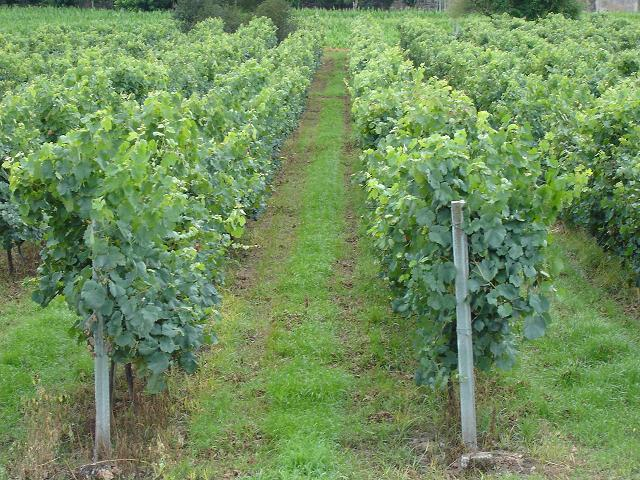
Vinhas na região do Minho, Portugal

A história do vinho tem grande importância histórica, pois o seu surgimento em tempos remotos tornou-o um produto que acompanhou grande parte da evolução econômica e sociocultural de várias civilizações ocidentais e orientais.
O vinho possui uma longínqua importância histórica e religiosa e remonta diversos períodos da humanidade. Cada cultura conta seu surgimento de uma forma diferente. Os cristãos, embasados no Antigo Testamento, acreditam que foi Noé quem plantou um vinhedo e com ele produziu o primeiro vinho do mundo ("E começou Noé a cultivar a terra e plantou uma vinha." Gênesis, capítulo 9, versículo 20). Já os gregos consideraram a bebida uma dádiva dos deuses. Hititas, babilônicas, sumérias, as histórias foram adaptadas de acordo com a tradição e crença do povo sob perspectiva.
Do ponto de vista histórico, sua origem precisa é impossível, pois o vinho nasceu antes da escrita. Os enólogos dizem que a bebida surgiu por acaso, talvez por um punhado de uvas amassadas esquecidas num recipiente, que sofreram posteriormente os efeitos da fermentação. Mas o cultivo das videiras para a produção do vinho só foi possível quando os nômades se tornaram sedentários. Existem referências que indicam a Geórgia como o local onde provavelmente se produziu vinho pela primeira vez, sendo que foram encontradas neste local graínhas datadas entre 8000 a.c. e 5000 a.c.

## Entre os egípcios
Os egípcios foram os primeiros a registrar em pinturas e documentos (datados de 3000 a 1000 a.C.) o processo da vinificação e o uso da bebida em celebrações. Os faraós ofereciam vinhos e queimavam vinhedos aos deuses; os sacerdotes usavam-nos em rituais; os nobres, em festas de todos os tipos; as outras classes eram financeiramente impossibilitadas de sua compra. O consumo de vinho aumentou com o passar do tempo e, junto com o azeite de oliva, foi um grande impulso para o comércio egípcio, tanto o interno quanto externo. Os primeiros enólogos foram egípcios.
A partir de 2 500 a.C., os vinhos egípcios foram exportados para a Europa Mediterrânea, África Central e reinos asiáticos. Os responsáveis por essa propagação foram os fenícios, povo oriundo da Ásia Antiga e natos comerciantes marítimos. Em 2 000 a.C., chegaram à Grécia.

## Na Grécia

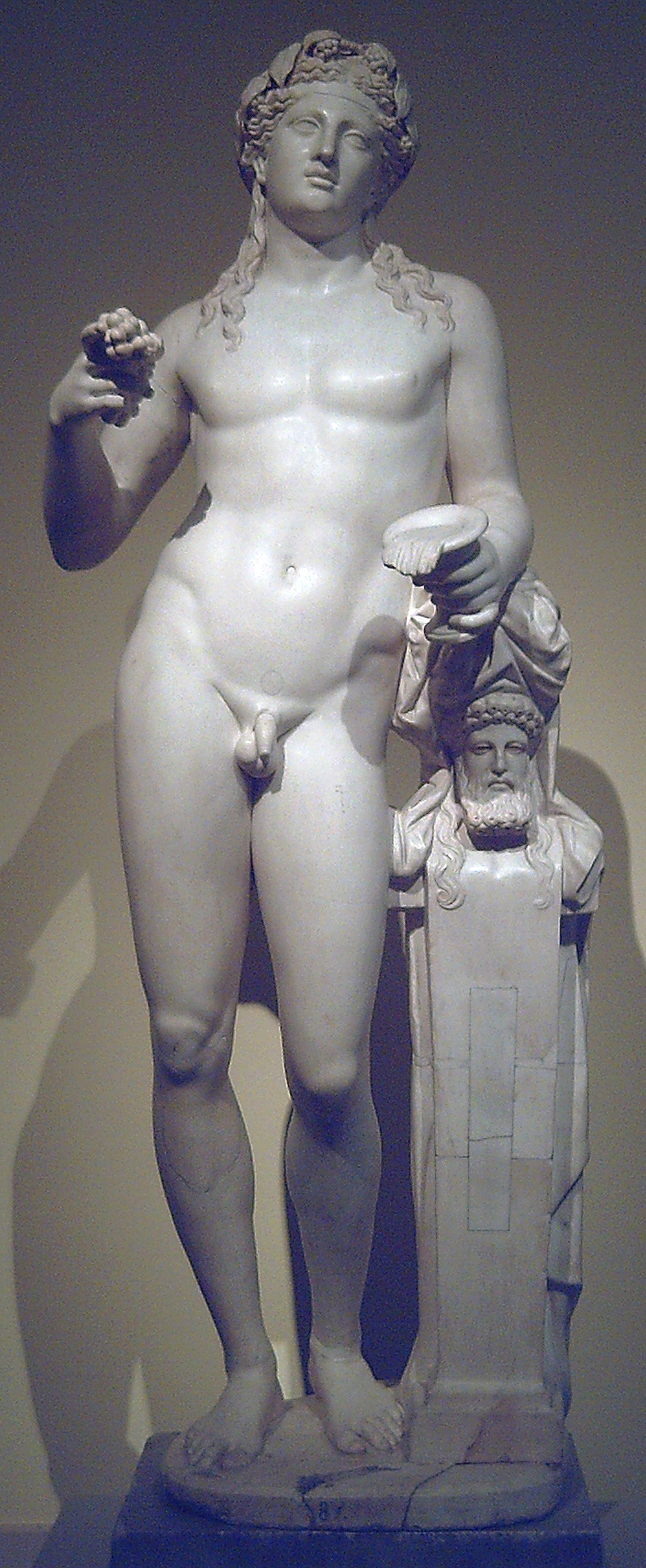
Dionísio–Baco, deus do vinho (s. II, Prado, Madrid).

Cultivado ao longo da costa do Mediterrâneo, o vinho seria cultural e economicamente vital para o desenvolvimento grego.
No mundo mitológico, Dionísio, filho de Zeus e membro do 1o escalão do Olimpo, era o deus das belas artes, do teatro e do vinho. A bebida tornou-se mais cultivada e cultuada do que jamais fora no Egito, sendo apreciada por todas as classes.
A partir de 1000 a.C., os gregos começam, a plantar videiras em outras regiões europeias. A bebida embriagou a Itália, Sicília, seguindo à Península Ibérica. Os gregos fundaram Marselha e comercializaram o vinho com os nativos, sendo este o primeiro contato entre a bebida e a futura França.
Para o gosto contemporâneo, o vinho daquela época era bastante incomum. Homero o descreveu delicado e suave, mas apesar do romantismo e das tradições festivas que a bebida evocou na época, o vinho da Antiguidade "era ingerido com água do mar e reduzido a um xarope tão espesso e turvo que tinha que ser coado num pano e dissolvido em água quente", afirma o historiador inglês e enólogo Hugh Johnson, autor do livro A História do Vinho' (CMS Editora)'.

## Em Roma
Fundada em 753 a.C., Roma era inicialmente uma vila de pastores e agricultores. A partir do século VI a.C., começou a se expandir e, já em 146 a.C., a península Itálica, o Mediterrâneo e a Grécia estavam anexados ao seu território.
Os vinhedos eram cultivados em áreas interioranas e regiões conquistadas. Os romanos levavam o vinho quase como uma “demarcação de território”, uma forma de impor seus costumes e sua cultura nas áreas que conquistavam. Dessa forma, o vinho terminou virando a bebida dos legionários, dos gladiadores, das tabernas enfurnadas de soldados. Junto com os romanos, os vinhedos chegaram à Grã-Bretanha, à Germânia e, por fim, à Gália ― que mais tarde viria se chamar França.
Diferentemente do que se leu nas histórias de Asterix, Roma não tardou em conquistar toda a região da Gália. Sob o comando do imperador Júlio César, enfrentaram os gauleses e, seguindo pelo vale do Rhône, chegaram até Bordeaux. A disseminação das videiras pelas outras províncias gaulesas foi imediata, e pode ser considerada um dos mais importantes fatos na história do vinho. Nos séculos seguintes, cidades como Borgonha e Tréveris surgiram como centros de exportação de vinhos, que inclusive eram superiores aos importados.
A predileção da época era pelo vinho doce. Os romanos colhiam as uvas o mais tardar possível, ou adotavam um antigo método, colhendo-as imaturas e deixando-as no Sol para secar e concentrar o açúcar.
Diferente dos gregos, que armazenavam a bebida em ânforas, o processo romano de envelhecimento era moderno. O vinho era guardado em barris de madeira, o que aprimorava o sabor do vinho (o mesmo ainda é feito no cultivo das videiras ao sul da Itália e de Portugal). Ao lado do Império, o vinho atingiu o apogeu nos séculos I e II.
Na mesma época, as hordas bárbaras que atacavam Roma aumentavam, e as guerras se tornaram incessantes, fazendo declinar o Império. Sua divisão em duas partes, a Ocidental (sede em Roma) e Oriental (sede em Constantinopla) piorou o controle da situação política e econômica, defasando vários setores. O vinho importado se tornou superior, diminuindo o lucro dos vinhedos romanos e tornando a vinicultura interna cara e fraca. As inúmeras baixas do exército e a constante perda de terras fizeram o Império Romano dar seus últimos passos. Em 476, após a queda do último imperador, o Império Romano Ocidental entrou em colapso. Mas o vinho já não fazia parte de Roma. Era maior, assumira vida própria.

## Na Idade Média
Sucedendo a queda romana, uma grande crise abateu a Europa. Províncias foram reduzidas a reinos de futuro impreciso que se relacionavam mal, causando grande instabilidade econômica. A produção do vinho sofreu então um retrocesso neste continente. Já não envelhecia mais em barris de boa madeira, o que implica o aumento do tempo de oxidação da bebida. Como conseqüência, seu consumo tinha que ser imediato, perdendo a áurea de fineza dos vinhos antigos. A vinicultura somente voltaria a ser beneficiada com o surgimento de um grande poder religioso: a Igreja Católica.
Desde o século IV, quando o imperador romano Constantino converteu-se ao cristianismo, a Igreja fortaleceu-se como instituição. Foi considerada a detentora da verdade e da sabedoria. O simbolismo do vinho na liturgia católica não poderia ter enfoque maior: era o sangue de Cristo. A Igreja começou a se estabelecer como proprietária de extensos vinhedos nos mosteiros das principais ordens religiosas da Europa. Os mosteiros eram recantos de paz, onde o vinho era produzido para o sacramento da eucaristia e para o próprio sustento dos monges. Importantes mosteiros franceses se localizavam em Borgonha e Champagne, regiões que foram e são “nascentes” de vinhos de qualidade. A bebida também se sobressaiu no setor médico: acreditava-se que vinho aromatizado possuía propriedades curativas contra diversas doenças. Com o aprimoramento das receitas, surgiram outros vinhos além do tinto, como os brancos, rosés e espumantes.
Por volta do século XIII, as cruzadas católicas livraram o Mar Mediterrâneo do monopólio árabe, possibilitando a exportação do vinho pelas vias marítimas.

## Na Idade Moderna
Com as grandes navegações, o continente americano recebeu os vinhedos durante o período de colonização espanhola. Cristóvão Colombo trouxe uvas às Antilhas em 1493, e após a adaptação às terras tropicais, as videiras foram exportadas para o México, os Estados Unidos e as colônias espanholas na América do Sul.

## Nos tempos atuais
Já com a Revolução Industrial, no século XVIII, o vinho perdeu muito em qualidade, porque passou a ser fabricado com técnicas bem menos rústicas, para possibilitar sua produção em massa e venda barata. Embora as antigas tradições tentassem ser preservadas em regiões interioranas francesas, italianas e alemãs, a produção vinícola sofreu modificações irremediáveis para adaptar-se ao mundo industrializado.
No século XX, a vitivinicultura evoluiu muito, acompanhando os avanços da tecnologia e da genética. O cruzamento genético das cepas das uvas, a formação de leveduras transgênicas e a produção mecanizada elevaram substancialmente a qualidade e o sabor do vinho, feito sob medida para agradar os mais diversos paladares.

## Portugal

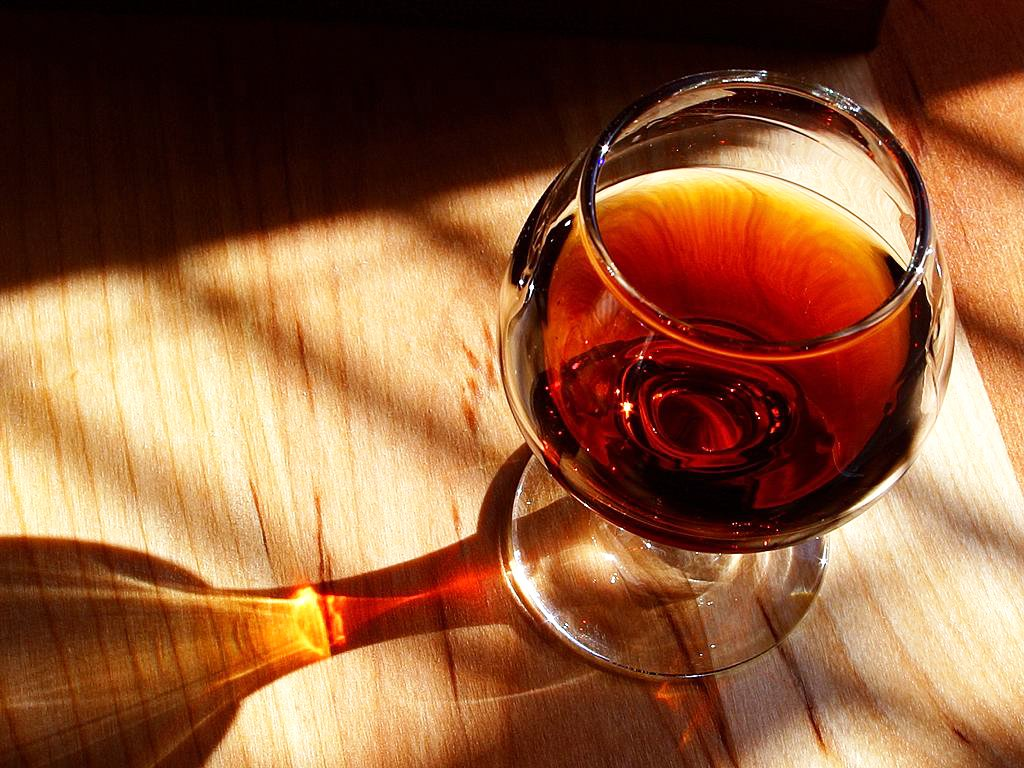
Um dos vinhos portugueses mais célebres e de grande exportação é o Vinho do Porto.

A introdução da produção vinícola em Portugal continua encoberta por questões ainda não resolvidas em termos de investigação. A primeira referência existente ao consumo de esta bebida fermentada no território em que hoje está localizado Portugal é de Estrabão, que em sua obra, Geographia, observa que os habitantes do Noroeste da Península Ibérica já consumiam vinho, embora de forma bárbara (Livro III).
A primeira referência à produção vinícola em Portugal é de 989, provindo do Livro de Datas do Convento de Fiães, sendo a zona do Douro a mais antiga região demarcada no mundo.
A história do vinho em Portugal vai para além da fundação da nacionalidade. Considera-se que a primeira vinha foi plantada na Península Ibérica (no vale do Tejo e no vale do Sado) cerca de 2000 AC, pelos Tartessos. Mais tarde, os Fenícios introduziram novas castas e tomaram conta do comércio do vinho. No século VII AC os gregos instalaram-se na Península Ibérica, e também deram o seu contributo para o desenvolvimento da cultura da vinha, alcançando grandes progressos na forma de cultivar e produzir vinho. Mais tarde, com a presença dos Romanos no século II AC, o vinho tornou-se um símbolo cultural, sendo um dos ícones do poder e riqueza no Império Romano.
Com a fundação de Portugal, o vinho manteve a sua importância, enquanto produto base na alimentação diária e enquanto símbolo da cultura de um povo, sendo logo nesse tempo o produto mais exportado por Portugal. Assim continuou ate à altura dos descobrimentos, pois as caravelas levavam sempre vinho, levando desta forma o vinho a locais distantes. A vinha e o vinho foram introduzidos em diversos sítios do mundo através do Império Português.
Um momento chave para um incremento nunca visto no comércio e posteriormente na produção do vinho, foi a assinatura do Tratado de Methuen em 1703. Com a sua assinatura, o comércio entre Portugal e Inglaterra ficou facilitado, ao abrigo de condições especiais para a entrada do vinho Português em Inglaterra. Fruto deste aprofundamento comercial, em 1756 o Vinho do Porto já era tão famoso e importante no comércio entre os dois países, que foi criada a primeira região demarcada do mundo, a região Alto Douro. Desde essa altura a produção de vinhos em Portugal teve altos e baixos, mas manteve sempre a sua importância em termos econômicos, culturais e sociais.
Os vinhos portugueses sempre se caracterizaram por uma grande variedade de uvas regionais, o que dá um sabor especial ao produto de cada região.
Durante o governo de Salazar, foi incentivado o cultivo de uvas mais comerciais, sendo que, após a Revolução dos Cravos (1974) se voltou a incentivar o cultivo das variedades regionais.
A produção de uvas e de vinho é tradicionalmente dispersa, com elevado número de produtores de uvas e um elevado número de pequenas adegas. Nas décadas de 50 e 60 do século XX, houve um esforço de concentração da oferta de vinho, com a criação de mais de uma centena de adegas cooperativas distribuídas por todo o país. Essas adegas, na sua grande maioria, permaneceram ativas até à adesão de Portugal à CEE e transformavam as uvas de milhares de pequenos agricultores, a maioria dos quais em explorações polivalentes. Para muitos desses agricultores, a receita proveniente das uvas que entregavam à adega constituía a verba mais avultada que entrava na exploração (e, na maioria dos casos, no agregado familiar) ao longo de todo o ano, sendo essa a verba que permitia fazer alguns investimentos de melhoria da exploração ou aquisição de patrimônio.

## Brasil
A história do vinho no Brasil inicia-se com o descobrimento, em 1500, pelo navegador português Pedro Álvares Cabral. Relatos indicam que as treze caravelas que partiram de Portugal carregavam pelo menos 65 mil litros de vinho, para consumo dos marinheiros.
As primeiras videiras foram introduzidas no Brasil por Martim Afonso de Sousa, em 1532, na capitania de São Vicente. As cultivares, que posteriormente se espalhariam por outras regiões do Brasil, eram da qualidade Vitis vinifera (ou seja, adequadas para a produção de vinho), oriundas de Portugal e da Espanha.
No mesmo ano, o fundador da cidade de Santos, Brás Cubas, foi o primeiro a tentar cultivar videiras de forma mais ordenada. No entanto, da mesma forma que a tentativa precedente, não obteve muito êxito. Em parte, o insucesso da produção de vinhos deu-se pelo protecionismo comercial exercido por Portugal, tendo a corte inclusive proibido o cultivo de uvas, em 1789.
No Rio Grande do Sul, as primeiras videiras foram introduzidas pelos padres jesuítas ainda em 1626, posto que necessitavam do vinho para os rituais da missa católica. A introdução de outras cultivares européias no Rio Grande se deu com a chegada dos imigrantes alemães, que obtiveram bons resultados.
As videiras americanas, especialmente das espécies Vitis labrusca e Vitis bourquina (variedades Isabel, Concord e outras) foram importadas em 1840 pelo comerciante Thomas Master, que as plantou na Ilha dos Marinheiros. Estas uvas serviam basicamente para o consumo in natura, na forma da fruta fresca ou passas, mas se adaptaram tão bem ao clima local que logo começaram a ser utilizadas para a produção de vinho.
A viniviticultura gaúcha teve um grande impulso a partir de 1875, com a chegada de imigrantes italianos, que aportaram com videiras trazidas principalmente da região do Vêneto - e uma forte cultura de produção e consumo de vinhos. Apesar do sucesso inicial, as videiras finas não se adaptaram ao clima úmido tropical e foram dizimadas por doenças fúngicas. Porém, com a adoção da variedade Isabel, então cultivada pelos colonos alemães no Vale do Rio dos Sinos e no Vale do Caí, deu-se continuidade à produção de vinhos que, embora de qualidade duvidosa, espalhou-se para outras regiões do país, tornando-se base do desenvolvimento da vitivinicultura no Rio Grande do Sul e em São Paulo.
Mas foi somente a partir da década de 1990 que vinhos de maior qualidade passaram a ser produzidos, com crescente profissionalização e a adaptação de uvas finas (Vitis vinifera) ao clima peculiar da Serra Gaúcha. A região produz hoje vinhos de qualidade bastante satisfatória e crescente.
Outra região que está a crescer e a firmar-se como produtora de vinhos é o Vale do São Francisco, situado nos estados de Pernambuco e Bahia. Como em todas as regiões, a viticultura é fundamental desempenhando aqui um factor primordial pois devido às características climáticas, esta região é a única do mundo a produzir vinhos de qualidade oriundos de duas colheitas por ano.
Destaca-se no Brasil a produção de espumantes, que se beneficiam de um clima bastante favorável. Os espumantes brasileiros são hoje classificados como vinhos de boa qualidade, mas ainda carentes de distribuição mundial e reconhecimento.
O consumo vinho no Brasil ainda é muito pequeno e restrito apesar do forte impulso que o mercado recebeu nos últimos 30 anos. O hábito de beber vinho, sempre presente nas mesas mais abastadas e também dos imigrantes europeus, chegou ao brasileiro médio com o início da importação de vinhos europeus entre os anos 70 e 80 dos famosos rieslings de garrafa azul, de baixo custo e, diga-se, de péssima qualidade, mas que caiu no gosto popular. O tempo e a apuração do paladar fez com que o brasileiro passasse a exigir produtos melhores provocando a importação de novos rótulos e maiores cuidados com a produção nacional levando o vinho, de fato, a fazer parte da mesa brasileira.

## Estados Unidos da América
Em 1976, um "julgamento" acontecido em Paris representou uma quebra de paradigma no mapa enólogo do globo terrestre. No "Julgamento de Paris", uma degustação às cegas dos vinhos Norte Americanos, tintos e brancos californianos e dos famosos vinhos franceses resultou na vitória inusitada dos vinhos do Novo Mundo. O julgamento tornou-se um marco na história do vinho, e aconteceu no dia 24 de maio de 1976.
Em 2006, na mesma data, trinta anos depois, o mesmo evento foi repetido em Napa Valley e Londres às cegas, e novamente mostrou que vinhos de boa qualidade também podem ser encontrados fora do Velho Mundo. Neste ano, em degustação idêntica e com participação dos mesmos 12 representantes americanos e 8 representantes franceses, os vinhos envelhecidos durante os 30 anos que passaram, dos Estados Unidos da América novamente levaram vantagens sobre Bordeaux e Borgonha.